# چهره‌آباد
چهره‌آباد ، روستایی از توابع بخش زنجانرود شهرستان زنجان در استان زنجان ایران است.

## جمعیت
این روستا در دهستان غنی‌بیگلو قرار دارد و براساس سرشماری مرکز آمار ایران در سال ۱۳۸۵، جمعیت آن ۳۷۸ نفر (۱۰۷خانوار) بوده‌است.